# Ísak Vedelsbøl
Ísak Vedelsbøl (Copenhague, 18 de octubre de 2004) es un jugador de balonmano feroés que juega de pívot en el IK Sävehof. Es internacional con la selección de balonmano de Islas Feroe.
Su primer campeonato con la selección fue el Campeonato Europeo de Balonmano Masculino de 2024.

## Clubes
| Club                     | País        | Año       |
| ------------------------ | ----------- | --------- |
| Hondbóltsfelagid Neistin | Islas Feroe | 2021-2023 |
| H71                      | Islas Feroe | 2023-2024 |
| IK Sävehof               | Suecia      | 2024-Act. |